# Benjamin Widom
Benjamin Widom là nhà hóa học người Mỹ, chuyên nghiên cứu về các lãnh vực hóa lý và cơ học thống kê.

## Cuộc đời và Sự nghiệp
Widom sinh tại Newark, New Jersey. Ông tốt nghiệp trung học ở trường Stuyvesant High School của thành phố New York năm 1945. Sau đó ông vào học ở Đại học Columbia và đậu bằng cử nhân năm 1949. Ông tiếp tục học ở Đại học Cornell, đậu bằng tiến sĩ năm 1953.
Widom làm trợ giáo môn hóa học ở Đại học Cornell năm 1954, làm giáo sư phụ tá năm 1955 và được bổ nhiệm làm giáo sư năm 1963.
Năm 1998, Widom được trao Huy chương Boltzmann "cho các nghiên cứu của ông làm sáng tỏ cơ học thống kê chất lỏng và các hỗn hợp chất lỏng cùng các đặc tính bề mặt chung của chúng, đặc biệt là việc trình bày tổng quát và rõ ràng các giả thuyết mở rộng quy mô cho việc làm cân bằng trình trạng và sức căng bề mặt của chất lỏng gần điểm tới hạn". 
Widom có ba người con đều là giáo sư đại học: Michael Widom, giáo sư Vật lý học ở Đại học Carnegie Mellon, Elizabeth Widom, giáo sư địa chất ở Đại học Miami, và Jonathan Widom, giáo sư hóa sinh ở Đại học Northwestern.

## Xuất bản phẩm
- Theoretical modeling: An introduction. Ber. Bunsenges. Phys. Chem. 1996, 100, 242.
- Theory of phase equilibrium. J. Phys. Chem. 1996, 100, 13190.
- Lekkerkerker, H.N.W.; Widom, B. An Exactly Solvable Model for Depletion Phenomena. Physica A 2000, 285, 483-492.
- Barkema, G.T.; Widom, B. Model of Hydrophobic Attraction in Two and Three Dimensions. J. Chem Phys. 2000, 113, 2349-2353.
- Weiss, V.C.; Widom, B. Contact Angles in Sequential Wetting: Pentane On Water. Physica A 2001, 292, 137-145.
- Widom, B.; Bhimalapuram, P; Koga, K. The Hydrophobic Effect. Phys. Chem. Chem. Phys (PCCP) 2003, 5, 3085-3093.

## Giải thưởng
- Giải Boris Pregel về Lý hóa của "Viện Hàn lâm Khoa học New York"
- Giải Irving Langmuir về Lý hóa của Hội Hóa học Hoa Kỳ, 1982
- Giải Hildebrand về Hóa học lý thuyết và thực nghiệm chất lỏng của "Hội Hóa học Hoa Kỳ"
- Giải Dickson về Khoa học của Đại học Carnegie-Mellon
- Giải Hirschfelder của Đại học Wisconsin–Madison
- Huy chương Hendrik Willem Bakhuis Roozeboom của Viện hàn lâm Khoa học và Nghệ thuật hoàng gia Hà Lan,
- Huy chương Onsager của Đại học Trondheim (Na Uy)
- Huy chương Boltzmann, 1998
- Giải Hóa học lý thuyết của Hội Hóa học Hoa Kỳ, 1999
- Viện sĩ Viện hàn lâm Khoa học quốc gia Hoa Kỳ, 1974
- Hội viên Hội Triết học Hoa Kỳ
- Viện sĩ Viện hàn lâm Khoa học và Nghệ thuật Hoa Kỳ, 1979.
- Viện sĩ Viện hàn lâm Khoa học New York